# Wellow (Somerset)
Pour les articles homonymes, voir Wellow.
Wellow est une paroisse civile et un village du Somerset, en Angleterre.